# St. Michael (Thierstein)

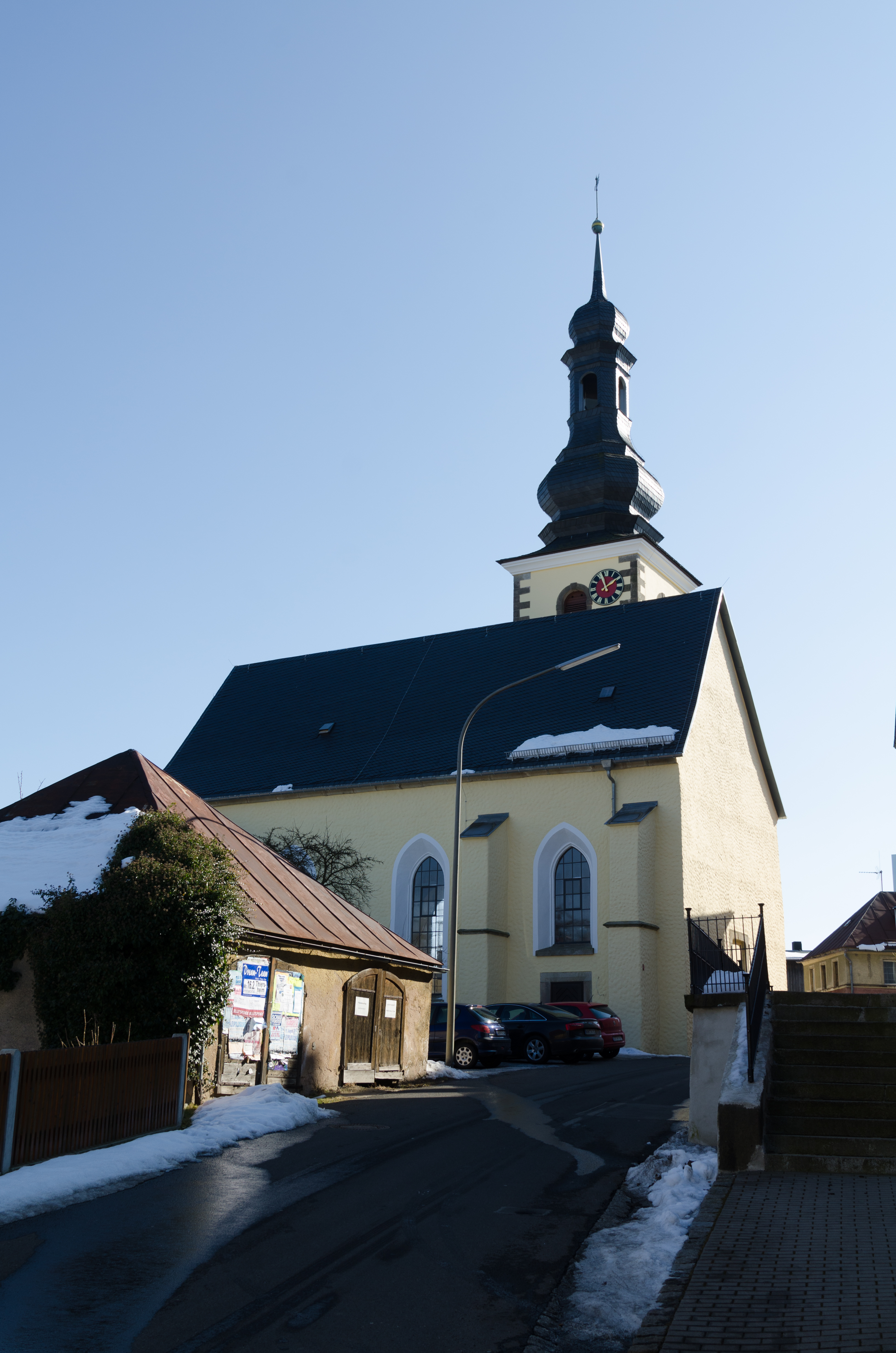
St. Michael (Thierstein)

Die denkmalgeschützte, evangelisch-lutherische Pfarrkirche St. Michael, ehemals St. Georg, steht in Thierstein, einem Markt im Landkreis Wunsiedel im Fichtelgebirge (Oberfranken, Bayern). Die Kirche ist unter der Denkmalnummer D-4-79-159-5 als Baudenkmal in der Bayerischen Denkmalliste eingetragen. Die Kirchengemeinde gehört zum Dekanat Selb im Kirchenkreis Bayreuth der Evangelisch-Lutherischen Kirche in Bayern.

## Beschreibung
Die spätgotische, von Strebepfeilern gestützte Saalkirche wurde 1725–28 ausgebaut. Nach ihrer Zerstörung im Zweiten Weltkrieg wurde sie 1948–49 wieder aufgebaut. Ihr Langhaus hat im Westen einen Chor mit 5/8-Schluss, an dessen Südwand ein dreigeschossiger Chorflankenturm steht, dessen oberstes Geschoss die Turmuhr und den Glockenstuhl beherbergt und der mit einer schiefergedeckten Welschen Haube bedeckt ist. 
Die Orgel mit 20 Registern, zwei Manualen und einem Pedal wurde 2016 von der Münchner Orgelbau Johannes Führer gebaut.